# Acanthermia discata
Acanthermia discata är en fjärilsart som beskrevs av William Schaus 1901. Acanthermia discata ingår i släktet Acanthermia och familjen nattflyn. Inga underarter finns listade i Catalogue of Life.